# Josh Maja
Joshua Erowoli Maja, född 27 december 1998, är en engelsk-nigeriansk fotbollsspelare som spelar för West Bromwich Albion.

## Klubbkarriär
Den 26 januari 2019 värvades Maja av Bordeaux, där han skrev på ett 4,5-årskontrakt. Maja gjorde sin Ligue 1-debut den 17 februari 2019 i en 2–1-vinst över Toulouse. Den 3 december 2019 gjorde han ett hattrick i en 6–0-vinst över Nîmes.
Den 1 februari 2021 lånades Maja ut till Fulham på ett låneavtal över resten av säsongen 2020/2021. Den 31 januari 2022 lånades han ut till Stoke City på ett låneavtal över resten av säsongen 2021/2022.
Den 1 augusti 2023 värvades Maja av Championship-klubben West Bromwich Albion, där han skrev på ett treårskontrakt.

## Landslagskarriär
Maja debuterade för Nigerias landslag den 10 september 2019 i en 2–2-match mot Ukraina, där han blev inbytt på övertid mot Victor Osimhen.